# Strażnica WOP Słubice
Strażnica Wojsk Ochrony Pogranicza Słubice – zlikwidowany pododdział Wojsk Ochrony Pogranicza pełniący służbę graniczą na granicy z Niemiecką Republiką Demokratyczną/Republiką Federalną Niemiec.
Strażnica Straży Granicznej w Słubicach – zlikwidowana graniczna jednostka organizacyjna Straży Granicznej realizująca zadania bezpośrednio w ochronie granicy państwowej z Republiką Federalną Niemiec.

## Formowanie i zmiany organizacyjne
Strażnica została sformowana w 1945 w strukturze 9 komendy odcinka Słubice jako 44 strażnica WOP. Kierownictwo strażnicy stanowili: komendant strażnicy, zastępca komendanta do spraw polityczno-wychowawczych i zastępca do spraw zwiadu. Strażnica składała się z dwóch drużyn strzeleckich, drużyny fizylierów, drużyny łączności i gospodarczej.  Etat przewidywał także instruktora do tresury psów służbowych oraz instruktora sanitarnego.
W 1947, 44 strażnica WOP Słubice kat. II stacjonowała w Słubicach ul. Świerczewskiego 52.
W związku z reorganizacją oddziałów WOP, 24 kwietnia 1948 44 strażnica Ochrony Pogranicza podporządkowana została dowódcy 34 batalionu OP. Od stycznia 1951 strażnica WOP Słubice podlegała dowódcy 93 batalionu WOP.
Od 15 marca 1954 wprowadzono nową numerację strażnic, a strażnica WOP Słubice I kategorii otrzymała ten sam numer nr 44 w skali kraju.
W 1956 rozpoczęto numerowanie strażnic na poziomie brygady. Strażnica specjalna Słubice miała nr 17 w 9 Brygadzie Wojsk Ochrony Pogranicza.
1 stycznia 1960 funkcjonowała jako 5 strażnica WOP Słubice II kategorii w strukturach 93 batalionu WOP w Słubicach .
1 stycznia 1964 strażnica WOP nr 4 Słubice uzyskała status strażnicy lądowej i zaliczona została do II kategorii w strukturach 93 batalionu WOP w Słubicach.
W marcu 1968 strażnica WOP nr 4 Słubice miała status strażnicy rzecznej w strukturach 93 batalionu WOP w Słubicach .
W 1976 Wojska Ochrony Pogranicza przeszły na dwuszczeblowy system zarządzania. Strażnicę podporządkowano bezpośrednio pod sztab Lubuskiej Brygady WOP w Krośnie Odrzańskim, a w 1984 utworzonego batalionu granicznego LB WOP w Słubicach jako Strażnica WOP Słubice lądowa kategorii I. Po rozformowaniu Lubuskiej Brygady WOP, 1 listopada 1989 strażnica została włączona w struktury Pomorskiej Brygady WOP w Szczecinie i tak funkcjonowała do 15 maja 1991 .
Straż Graniczna:
Po rozwiązaniu Wojsk Ochrony Pogranicza, 16 maja 1991 strażnica w Słubicach weszła w podporządkowanie Lubuskiego Oddziału Straży Granicznej i przyjęła nazwę Strażnica Straży Granicznej w Słubicach (Strażnica SG w Słubicach).

## Ochrona granicy
W 1956 Graniczna Placówka Kontrolna Słubice została zlikwidowana, a przejście graniczne Słubice-Frankfurt podporządkowane zostało GPK Kunowice. W 1957 przejście graniczne ze Słubic zostało przesunięte na nowo otwarty most w Świecku. Most w Słubicach został oddany pod ochronę strażnicy WOP Słubice.
W 1960 5 strażnica WOP Słubice II kategorii ochraniała odcinek granicy państwowej o długości 9400 m:
- Od znaku granicznego nr 480 do znaku. gran. nr 497.

Rozkazem organizacyjnym dowódcy WOP nr 0148 z 2.09.1963 rozformowano strażnicę WOP Nowy Lubusz, a jej odcinek przekazano pod ochronę strażnicom WOP: Słubice i Pławidło.

## Strażnice sąsiednie
- 43 strażnica WOP Słubice Południowy Wschód ⇔ 45 strażnica WOP Nowy Lebus – 1946[1]
- 41 strażnica WOP Rybocice kat. IV ⇔ 45 strażnica WOP Nowy Lebus kat. IV – 1947[d][3]
- 41 strażnica OP Rybocice ⇔ 45 strażnica OP Nowy Lebus – 1948
- 41 strażnica WOP Rybocice ⇔ 45 strażnica WOP Nowy Lebus – do 15.03.1954[14]
- 43 strażnica WOP Rybocice ⇔ 45 strażnica WOP Nowy Lebus – 15.03.1954
- 16 strażnica WOP Rybocice kat. II ⇔ 18 strażnica WOP Nowy Lebus kat. III – 1956[15]
- 16 strażnica WOP Rybocice ⇔ 18 strażnica WOP Nowy Lebus – 1957[8]
- 6 strażnica WOP Rybocice kat. III ⇔ 4 strażnica WOP Nowy Lubusz kat. III – 1.01.1960[8]
- 5 strażnica WOP Rybocice lądowa kat. III ⇔ 3 strażnica WOP Pławidło lądowa kat. III – 1.01.1964[8]
- 5 strażnica WOP Rybocice rzeczna ⇔ 3 strażnica WOP Pławidło rzeczna – 03.1968[8]
- Strażnica WOP Rybocice lądowa kat. II ⇔ Strażnica WOP Górzyca lądowa – 1984[16]

Straż Graniczna:
- Strażnica SG w Rybocicach ⇔ Strażnica SG w Górzycy – 16.05.1991[12].

## Komendanci/dowódcy strażnicy
- ppor. Marian Przędzik (15.10.1945–był w 1948)
- nn
- chor. Józef Trun (był w 1951)
- ppor. Józef Wilk (1952–1952)
- por. Artur Mielczarek (1952–1957)
- kpt. Tadeusz Jaskólski (1957–1962)
- kpt. Władysław Leszczyński (1962–1965)[e]
- kpt. Adam Dąbrowski (od 1965)
- nn
- kpt. Józef Klucz (był w 1973–1977)
- kpt. Bronisław Sołtys (od 1977)
- kpt. Eugeniusz Urban (do 1984)
- por. Ryszard Babij (1984–1986)
- por. Edward Kisielewicz (1986–1988).

Wykaz dowódców strażnicy podano za Józef Ostrowski: Lubuska Brygada Wojsk Ochrony Pogranicza 1945–1989. Ludzie – wydarzenia. s. 5 i 19.
- ppor. Edward Warda (1.02.1946–7.11.1946) – z-ca d-cy ds. polityczno-wychowawczych 44 Strażnicy w Słubicach[17]
- ppor. Marian Przędzik
- por. Czesław Leszczyński
- por. Tadeusz Jaskulski
- kpt. Bronisław Sołtys
- kpt. Henryk Szczerbuk
- kpt. Adam Dąbrowski
- kpt. Eugeniusz Urban.

## Upamiętnienie
27 października 2023 w Regionie Nadodrzańskim, uwzględniających obchody 25-lecia powstania Związku Emerytów i Rencistów Straży Granicznej, a także Święta Związku i Dnia Weterana Służby Granicznej w Słubicach odsłonięto tablicę pamiątkową poświęconą Polskim Formacjom Granicznym. Tablica została umiejscowiona po prawej stronie bramy wjazdowej na „Osiedle Świerkowe”, położone u zbiegu ulic: Konstytucji 3-go Maja, Mieszka I i Władysława Jagiełły, tworzących  mini rondo, które Uchwałą Rady Miejskiej w Słubicach nr XLV/519/2022 z 23 czerwca 2022 otrzymało nazwę „Ronda Pograniczników”. Tablica pamiątkowa została wmurowana w tym miejscu, ponieważ w latach 1945–2005 na terenie dzisiejszego „Osiedla Świerkowego” stacjonowały Jednostki Polskich Formacji Granicznych: do 1991 Batalion Graniczny i Strażnica Wojsk Ochrony Pogranicza, a po rozformowaniu WOP i utworzeniu na bazie tych wojsk Straży Granicznej – Strażnica Straży Granicznej i Placówka SG w Świecku z siedzibą w Słubicach. Wartę honorową przy odsłanianej tablicy pamiątkowej zapewnili: Hufiec ZHP w Słubicach i PSG w Świecku.
Do odsłonięcia tablicy pamiątkowej zaproszeni zostali:
- Burmistrz Słubic – Mariusz Olejniczak
- Starosta Słubicki – Leszek Bajon – w zastępstwie wicestarosta – Robert Włodek
- Przedstawiciel Komendanta NoOSG w Krośnie Odrzańskim – ppłk SG Piotr Wojtunik – Naczelnik Wydziału
- Przedstawiciel Komendanta PSG w Świecku – kpt. SG Marcin Kalinowski – Zastępca Komendanta PSG w Gorzowie Wielkopolskim
- Prezes RN ZEiRSG – Jerzy Siedlarz
- Weteran służby granicznej – płk SG w st. spocz. Zygmunt Sejnik, który wiele lat pełnił służbę na tym terenie.

Ideą przewodnią zainstalowania tablicy pamiątkowej, poświęconej żołnierzom i funkcjonariuszom Polskich Formacji Granicznych w tym konkretnym miejscu, było zachowanie w pamięci tego rejonu oraz uhonorowanie naszych poprzedników, którzy pełnili zaszczytną służbę w ochronie granicy naszej Ojczyzny na odcinku środkowej Odry granicznej.